# Bob Skeat

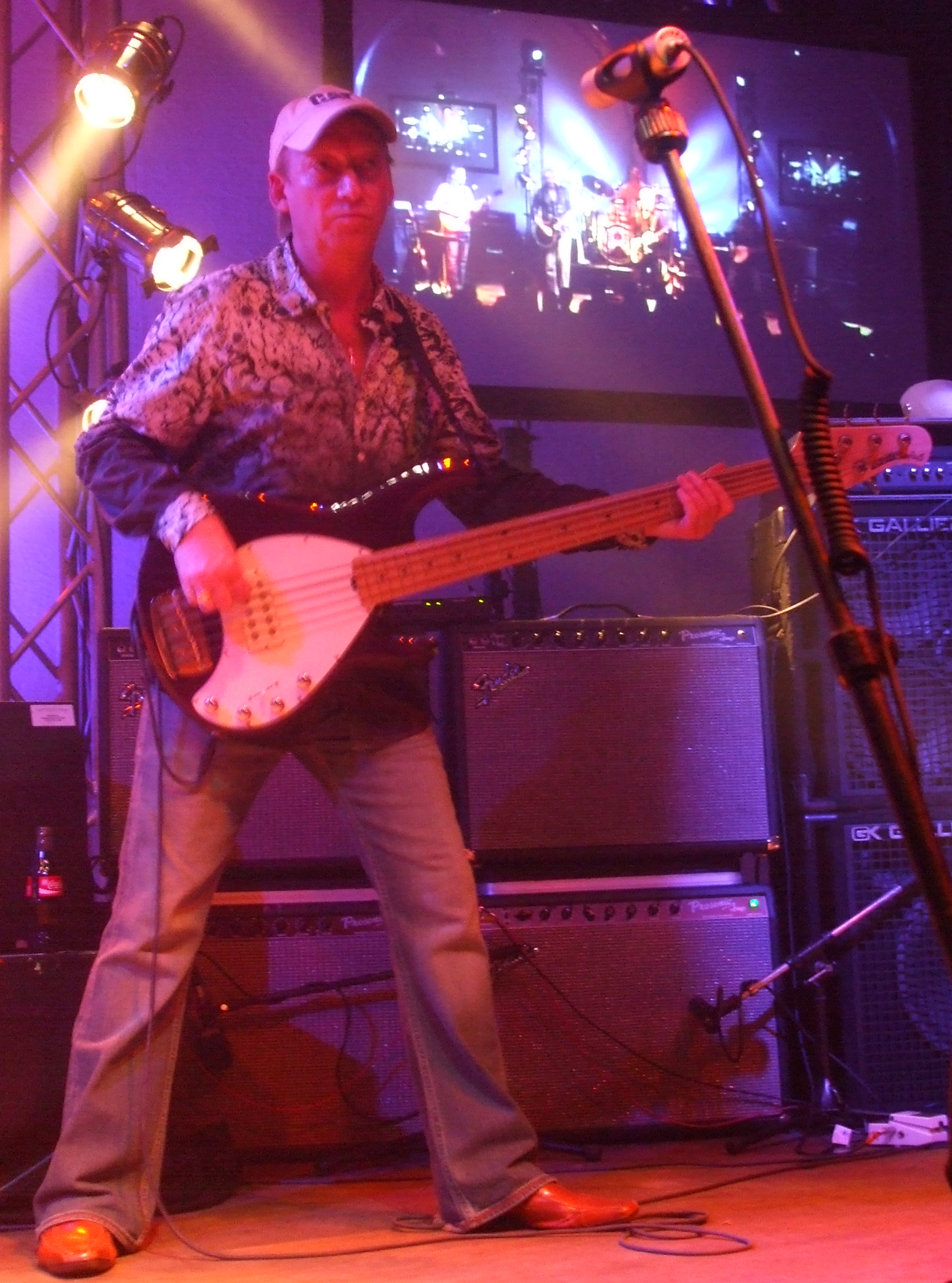
Bob Skeat in 2009

Bob Skeat (Londen, 20 november 1956) is een Britse basgitarist, meestentijds spelend in Wishbone Ash.

## Levensloop
Skeat werd geboren in een muzikaal gezin: zijn vader Bill Skeat bespeelde blaasinstrumenten als studiomuzikant. Een eerste poging werd gewaagd op de piano, maar het werd geen succes. Skeat luisterde liever naar Led Zeppelin en T. Rex. Len Skeat, zijn oom, leende hem een basgitaar, en sindsdien speelde hij niets anders. Midden jaren tachtig toerde Bob met onder anderen Colin Blunstone, Hazel O'Connor, Chris Farlowe en Toyah Willcox (bekend onder de naam Toyah). Een muzikaal uitstapje was het begeleiden van Stéphanie van Monaco. Hij trad toe tot Wishbone Ash in de ongunstigste stijlperiode van de band (1998). Andy Powell, onbetwist leider van Ash, had besloten dat het tijd was voor technomuziek. Deze stijl werd weer snel verlaten; Skeat was in 2011 nog lid van de band. Tussen de werkzaamheden voor Ash door had Skeat de tijd om mee te spelen in de musical We Will Rock You. Daar speelde ook Ash-oud-lid Laurie Wisefield in mee.
Het album Bare bones uit 1999 is opgedragen aan Bill Skeat.

## Discografie
Studioalbums:
- Trance visionary
- Psychic terrorism
- Bare bones
- Bona fide
- Clan destiny
- The power of eternity

Livealbums:
- Live Dates 3
- Live on XM satellite radio
- Live in Hamburg
- Argus "Then again" live